# Ajumi Hamasaki
Ajumi Hamasaki (japonsky 浜崎あゆみ, Hamasaki Ajumi, také psáno 浜崎歩; * 2. října 1978 Fukuoka) je japonská zpěvačka, textařka a bývalá herečka. Její fanoušci ji nazývají Ayu a také se jí říká „císařovna popu“ kvůli jejímu vlivu a popularitě v Japonsku. Narodila se a vyrůstala ve Fukuoce a ve čtrnácti se přestěhovala do Tokia, aby se mohla věnovat kariéře. V roce 1998 vydává pod hlavičkou společnosti Avex svůj první singl, který o rok později vyústí do debutového alba A Song for ××. Toto album se vyšvihlo na přední příčky hitparády Oricon, kde se udrželo po čtyři týdny.
Její popularita se díky její image rozšířila napříč Asií do zemí jako je Čína, Singapur a Tchaj-wan. Její písně se objevují i v televizních reklamách a i když často souhlasila s využitím jejího jména ke komerčním účelům, snaží se nepůsobit jako pouhý „produkt“ Avexu.
Od jejího debutového singlu Poker face prodala v Japonsku více než 50 miliónů nahrávek hudebních nosičů. To ji řadí mezi nejprodávanější národní umělce. V roce 2008 bylo její první album A Song for ×× na 139. příčce nejprodávanějších alb všech dob.

## Diskografie
- 1995: Nothing from Nothing (pre-Avex mini-album)
- 1999: A Song for ××
- 1999: Loveppears
- 2000: Duty
- 2002: I Am...
- 2002: Rainbow
- 2003: Memorial Address (mini-album)
- 2004: My Story
- 2006: (Miss)understood
- 2006: Secret
- 2008: Guilty
- 2009: Next Level
- 2010: Rock 'n' Roll Circus
- 2010: Love songs
- 2011: FIVE (mini-album)
- 2012: Party Queen
- 2012: LOVE (mini-album)
- 2012: again (mini-album)
- 2013: Love Again
- 2014: Colours
- 2015: A One
- 2015: Sixxxxxx (mini-album)
- 2016: Made in Japan
- 2023: Remember You
- 2025: "AH19*"